# Шпайнсгарт
Шпайнсгарт (нім. Speinshart) — громада в Німеччині, розташована в землі Баварія. Підпорядковується адміністративному округу Верхній Пфальц. Входить до складу району Нойштадт-ан-дер-Вальднааб. Складова частина об'єднання громад Ешенбах-ін-дер-Оберпфальц.
Площа — 23,76 км2. Населення становить 1110 ос. (станом на 31 грудня 2020).